# W drodze (powieść)
W drodze (ang. On the Road) – powieść amerykańskiego pisarza Jacka Kerouaca, napisana w 1951 roku. Wydana została dopiero w 1957 roku, ponieważ wcześniej żaden z wydawców nie odważył się jej opublikować.
Autor napisał ponoć tę powieść w trzy tygodnie. Dzieło jest w większości autobiografią, bazuje na spontanicznych podróżach Kerouaca oraz jego przyjaciół przez całe Stany Zjednoczone. Uważana jest za manifest ruchu beatników, który wyklarował się w latach 50. XX wieku. Oryginalnie w powieści użyto prawdziwych imion i nazwisk bohaterów – Kerouac zmienił je na życzenie wydawcy. Powieść jest napisana metodą „spontanicznej prozy” wymyślonej przez samego autora.